# LDUVIN

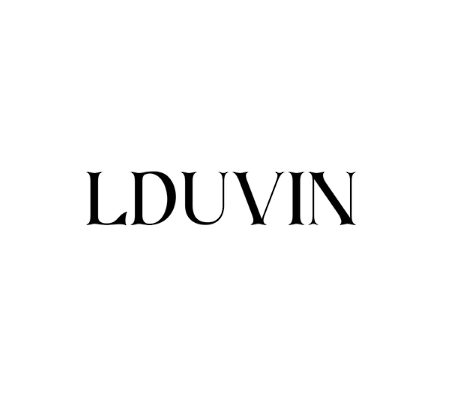
LOGO

LDUVIN（ラドゥービン）はイタリアの古都フィレンツェに拠点を置くカバンブランドである。

## 概要
創業者のMR.LAZZAROは、創業当初は革の財布やハンドバッグの製造を行っていたが、その後旅行用品に力を注ぎ、革を生地に使用したトラベルバッグを開発し、発売に大成功を収めた。
市場拡大と業界の見直しを目的に、世界一周の旅行中にデザイナーのMR.DUVINに出会い、共にスタイリッシュで使いやすいスーツケースを開発し、ブランド名を「SPHERA（スフェラ）」から「LDUVIN（ラドゥービン）」に変更した。
その後、より機能性を備えたアルミニウム製スーツケース「Viaggiatori（トラベラーズ）」を発売し、現在もモードな進化を続けている。

## 沿革[2]
- 1940年06月　-　イタリアの古都フィレンツェに拠点を置く、SPHERA（スフェラ）工房を設立。
- 1960年03月　-　SPHERA（スフェラ）から LDUVIN（ラドゥービン）に商品ブランド名を変更。
- 2000年07月　-　生産基地をベルギーと中国に移動。
- 2010年11月　-　創立者誕生日記念ポップアップショップのオープン。

## 日本市場への進出
- 2020年　DECOHUB合同会社よりEC販売代理権を取得。
- 2022年　LDUVIN EC販売専門サイト運営開始。